# In the Father's Arms
In The Father's Arms é um álbum de estúdio do Diante do Trono lançado em 2006. Este disco é uma versão em inglês do quinto álbum ao vivo, Nos Braços do Pai, lançado em 2002. Foi também seguida por uma versão em espanhol do mesmo álbum denominada En los Brazos del Padre.

## Faixas
1. "Send Your Rain"
2. "With All of Your Heart"
3. "You're my child"
4. "In The Father's Arms"
5. "Spontaneous song"
6. "Comes From Your Heart To me"
7. "On Your Altar"
8. "My King, My Friend"
9. "Brazil"
10. "I Am My Beloved's"

## Vocalistas
Solo Nívea Soares-"With All of Your Heart"
Solo André Valadão-"You're my child"
Solo Graziela Santos-"My King, My Friend"
Dueto Ana Paula Valadão e Mariana Valadão-"Comes From Your Heart To me"
Dueto Ana Paula Valadão e Maximiliano Moraes-"On Your Altar"